# Lubomír Kupčík
Lubomír Kupčík (* 23. ledna 1957, Praha) je český malíř, grafik a ilustrátor.

## Život
Po ukončení základní školy se Lubomír Kupčík vyučil uměleckým malířem interiérů v Družstvu umělecké výroby Štuko. Poté se podílel na mnoha restaurátorských projektech (například Národní divadlo v Praze, Kostel svaté Ludmily na pražském Náměstí Míru, Španělský sál Pražského hradu a další). Jeho zájem o etnografii, zoologii a paleontologii ho vedly k tomu, že navázal spolupráci s časopisy Skaut, Junák a od roku 1991 též s časopisem Woodcraft. Jeho první knižní ilustrace vznikly ve spolupráci s časopisem Pevnost a s nakladatelstvím Triton. Ilustroval celou řadu knih převážně se sci-fi, fantasy a dobrodružnou tematikou. V průběhu své činnosti spolupracoval a stále spolupracuje s řadou českých knižních autorů, například s autorem sci-fi literatury Miroslavem Žambochem nebo s popularizátorem paleontologie Vladimírem Sochou.

## Z knižních ilustrací
- Tomáš Jotov: Hrdinové Fantasy (2004), čtyři díly, pravidla stolní hry na hrdiny.
- Miroslav Žamboch: Drsný spasitel (2007).
- Jack London: Bílý tesák (2008).
- Miloš Zapletal: Rok malých dobrodružství, výzkumů, objevů, her, tvůrčích pokusů, zkoušek všestranné zdatnosti a podivuhodných setkání (2008).
- Svůj svět si musíme zasloužit (2009), speciál série Agent John Francis Kovář.
- Petra Neomillnerová: Magický zvěrokruh (2010).
- Vladimír Socha: Po stopách dinosaurů (2011).
- Mirko Pašek: Fakír z Benáres a jiné povídky (2012).
- Petra Neomillnerová: Amélie a tma (2012).
- Vladimír Socha: Úžasný svět dinosaurů (2. vydání; 2012).
- Petra Neomillnerová: Amélie a barevný svět (2013).
- Juraj Červenák: Chřestýš Callahan (2013).
- Jindřich Rohlík: Země bez zákona (2014).
- Vladimír Socha: Neznámí dinosauři (2015).